# Bitka na Čudskem jezeru
Bitka na Čudskem jezeru je potekala 5. aprila 1242 na zamrznjenem Čudskem jezeru, pri čemer je ruski pehoti novgorodskega kneza Aleksandra Jaroslaviča Nevskega uspelo premagati nemško viteško konjenico. Nevski je vojsko razdelil v pet skupin, ena je bila rezervna. Dve skupini je razporedil v center, ki je gledal bočno proti Nemcem. Med klinskim napadom Nemcev so ruski boki napadli in obkrožili Nemce. 
Glavna razloga za poraz Nemcev naj bi bila spolzkost ledu in vdiranje ledu pod težo konj.